# Lordprotektor
A lordprotektor ( Lord Protector) az Angol Királyság vagy a Skót Királyság vezetőinek címe az interregnum időszakban.

## Lordprotektorok listája
Angol Királyság:
- John, Bedford hercege, és Humphrey, Gloucester hercege közösen voltak Lord Protectorok (1422. december 5. – 1429. november 6.) VI. Henrik (1421–1471) helyett
- Richard Plantagenet, York hercege háromszor volt Lord Protector VI. Henrik helyett: 1454. április 3. – 1455. február; 1455. november 19. – 1456. február 25.; valamint 1460. október 31. – december 30.
- Richard, Gloucester hercege 1483. május 10. – június 26. között „az ország Lord Protectoraként“ szolgált V. Eduárd angol király névleges uralkodása alatt, mielőtt felajánlották neki a trónt
- Edward Seymour, Somerset hercege Lord Protector volt (1547. február 4. – 1549. október 11.) a fiatal VI. Eduárd uralkodásának korai éveiben

Skót Királyság:
- John Stewart, Albany hercege „az ország kormányzója és védelmezője“ (1515. július 12. – 1524. november 16.) volt V. Jakab (1512–1542) helyett
- James Hamilton, Châtellerault hercege „a királyság kormányzója és védelmezője“ (1543. január 3. – 1554. április 12.) volt Stuart Mária helyett.

Commonwealth of England:
- 1653 – 1658: Oliver Cromwell
- 1658 – 1659: Richard Cromwell

## Fordítás
- Ez a szócikk részben vagy egészben  a   Lordprotektor című észt Wikipédia-szócikk ezen változatának fordításán alapul.  Az eredeti cikk szerkesztőit annak laptörténete sorolja fel. Ez a jelzés csupán a megfogalmazás eredetét és a szerzői jogokat jelzi, nem szolgál a cikkben szereplő információk forrásmegjelöléseként. Ez a két Cromwell fordítása volt.
- Ez a szócikk részben vagy egészben  a   Lordprotektor című észt Wikipédia-szócikk ezen változatának fordításán alapul.  Az eredeti cikk szerkesztőit annak laptörténete sorolja fel. Ez a jelzés csupán a megfogalmazás eredetét és a szerzői jogokat jelzi, nem szolgál a cikkben szereplő információk forrásmegjelöléseként. Ez +4 angol és +2 skót fordítása volt.